# عبدالله چمن‌گلی
عبدالله چمن‌گلی (زادهٔ  ۳۱ شهریور ۱۳۵۰ در سقز) کشتی‌گیر فرنگی‌کار پیشین، مربی کشتی و مدیر ورزشی ایرانی است. او سال ۲۰۱۳ سرمربی تیم ملی کشتی فرنگی ایران بود و همچنان سرمربی تیم ملی کشتی فرنگی دانشجویان ایران در مسابقات جهانی دانشجویان سال ۲۰۱۳ در روسیه بوده‌است. او در سال ۲۰۱۲ از سوی فیلا به عنوان بهترین مربی کشتی فرنگی سال جهان انتخاب شد.
او دو مدال طلا، یک مدال نقره و یک مدال برنز قهرمانی آسیا را در دستهٔ ۶۸ کیلوگرم به‌دست آورده‌است. چمن‌گلی در المپیک ۱۹۹۲ بارسلون هم به مقام ششم رسید، چمن گلی ۲ بار در مسابقات جهانی به نشانه حمایت از مردم مظلوم فلسطین حاضر به مسابقه با کشتیگیران اسرائیلی نشده‌است، او که سرمربی تیم ملی کشتی فرنگی جوانان ایران بود در سال ۲۰۱۲ از سوی فیلا به‌عنوان برترین مربی کشتی فرنگی جهان انتخاب شد. 
چمن گلی، سابقاً ریاست اداره تربیت بدنی شهرستان سقز در سال ۷۶، مدیرکل اداره کل ورزش وجوانان استان کردستان، مدیرنمونه کشوری در سال ۸۸–۸۷، معاون مدیرکل امور هماهنگی استانهای وزارت ورزش و جوانان و مشاور معاون وزیر این وزرات را نیزدر کارنامه کاری خود دارد.
وی در اردیبهشت سال ۹۴ به عنوان مدیرکل ورزش و جوانان استان آذربایجان غربی انتخاب شد و همچنین در سالهای ۹۴_۹۵_۹۶ مدیر برتر ورزش ایران شد. ایشان در اواخر پائیز سال ۱۳۹۸ برای شرکت در انتخابات مجلس شورای اسلامی از حوزه سقز و بانه از پست خود در استان آذربایجان غربی استعفاء داد.